# Trigonobalanus
Trigonobalanus är ett släkte av bokväxter. Trigonobalanus ingår i familjen bokväxter.
Arter enligt Catalogue of Life:
- Trigonobalanus doichangensis
- Trigonobalanus excelsa
- Trigonobalanus verticillata

Två av släktets arter förekommer i Sydostasien och den tredje i Colombia i Sydamerika. Antagligen är släktet parafyletisk. Medlemmarna tillhör antagligen en tidig utvecklingslinje inom familjen bokväxter. Enligt en studie från 1989 bör två arter flyttas till släktena Formanodendron respektive Colombobalanus.

## Bildgalleri

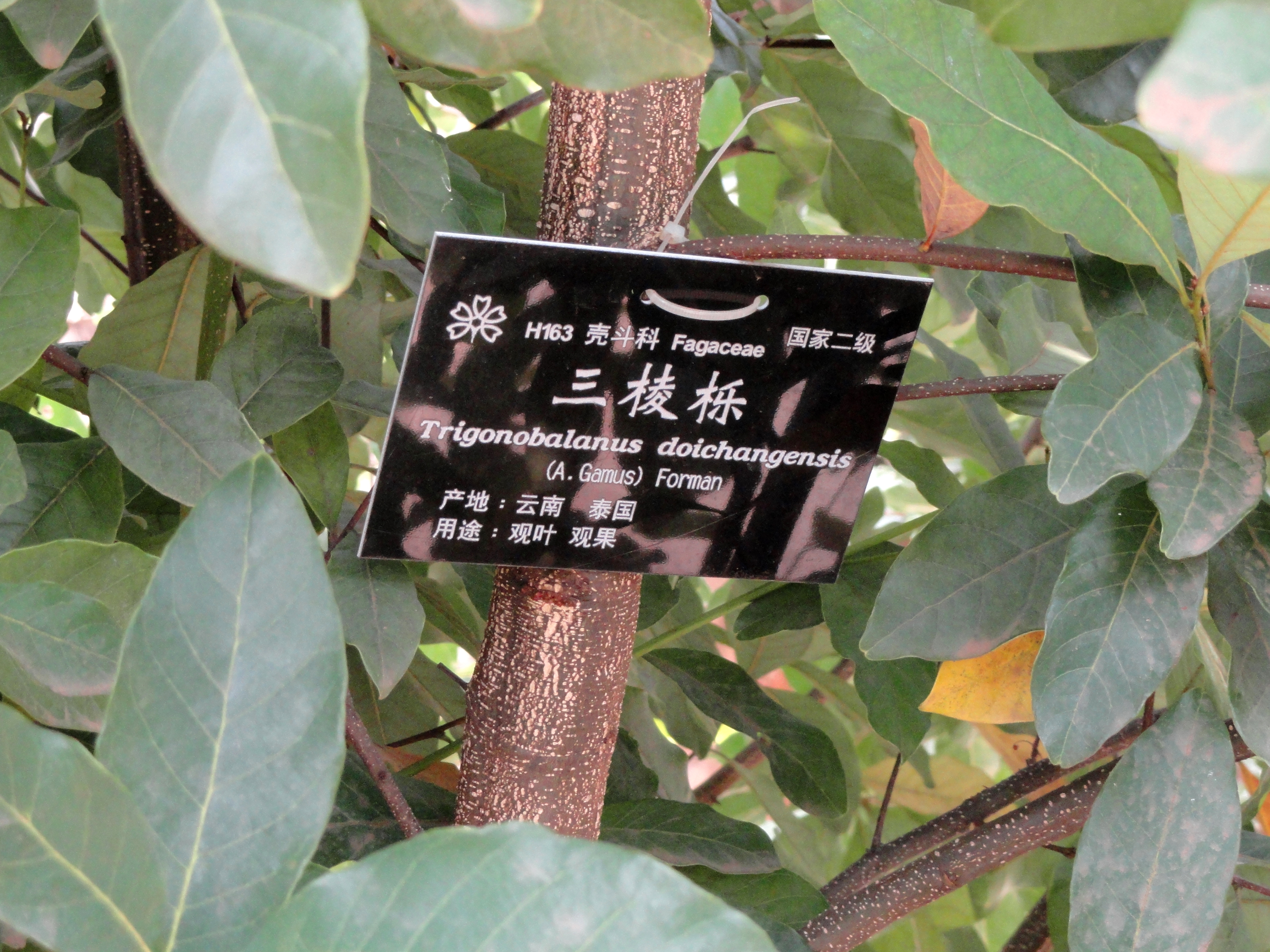